# Sandrine Pelletier

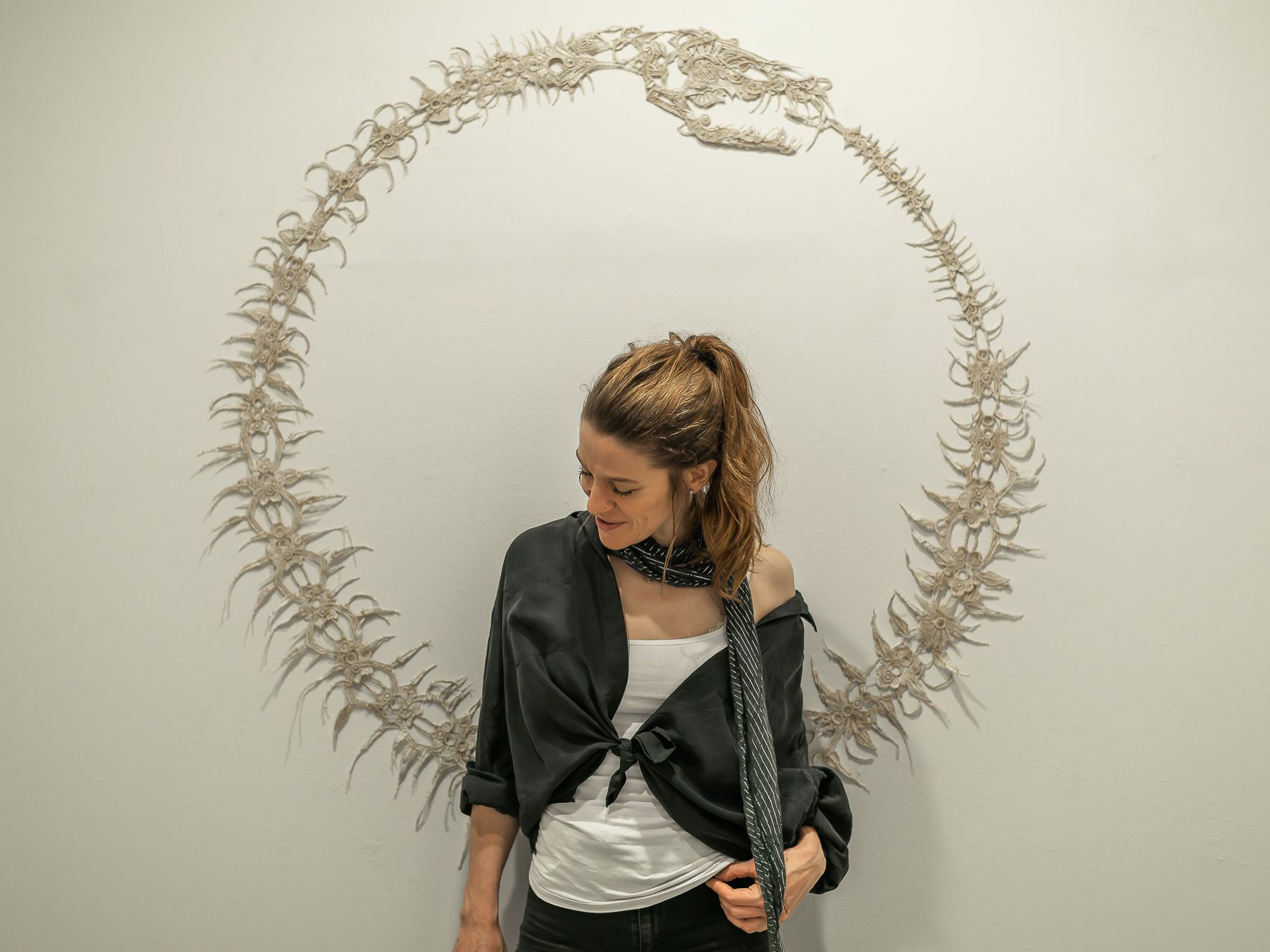
Sandrine Pelletier (2022)

Sandrine Pelletier (* 7. Juni 1976 in Lausanne, heimatberechtigt in Muriaux) ist eine Schweizer Künstlerin. Sie arbeitet als Graphikdesignerin, Installationskünstlerin und Bildhauerin. Sie wurde für ihr Werk 2020 mit dem «Grand Prix» der Waadtländer Kulturstiftung (FVCP) ausgezeichnet.

## Ausbildung und Werk
Sandrine Pelletier absolvierte 1999 und 2002 Studien der angewandten Kunst in Vevey sowie an der Kantonalen Kunsthochschule in Lausanne (École Cantonale d’Art de Lausanne, ECAL). Ihre Porträtsammlung «Wild Boys» wurde 2003 im Centre Georges-Pompidou in Paris präsentiert. Nachdem sie sich anfangs auf die Stickerei konzentriert hatte, wandte sich Pelletier 2009/2010 anderen Medien zu. Als Beispiel gilt ihre «monumentale Installation» «9,5 auf der Skala von Martin Luther» in der Kirche Saint-François in Lausanne von 2017.
Kurz nach dem Arabischen Frühling bezog Pelletier 2012 ein Atelier in Kairo, was ihre Arbeitsweise nachhaltig beeinflusste. Ihre Beziehungen zum Nahen und Mittleren Osten wurden 2019 durch Residenzen bei der «Fondation Boghossian» in Brüssel und der «Beirut Art Residency» gestärkt.
Pelletier arbeitet in den Bereichen Zeichnung, Installation, Skulptur, Lithographie, Design sowie Textilkunst.

## Auszeichnungen
- 2004: «Swiss Design Award»
- 2013: «Prix Alice Bailly»
- 2014: «Prix Irène Reymond»
- 2014: Bildhauer-Stipendium des Kantons Waadt
- 2018: Auszeichnung der Société Suisse de Gravure
- 2020: «Grand Prix» der Waadtländer Kulturstiftung
- 2021: «Prix Gustave Buchet»

## Veröffentlichungen (Auswahl)
- Unpainted. 4 Positionen. Villa Grisebach, Berlin 2004.
- This book was made for my cat Figaro. Lausanne 2006.
- Sandrine Pelletier. The Crystal Jaw. Lausanne 2021.
- 9.5 sur l'échelle de Luther. N’y voyez pas que du feu? Lausanne 2017.
- Alain Huck: Capitule. Lausanne 2017.
- Sandrine Pelletier. Black Sun. Société suisse de gravure, 2019.
- Laurence Schmidlin (Hrsg.): Sandrine Pelletier. The Crystal Jaw. Lausanne 2021.